# 玩藝空間

## 玩藝空間（Wanyi Space）
「玩藝空間」是一個旨在推廣社會公益與心靈成長的社群平台。該平台專注於植物療癒、素食、手作藝術和靜心實踐，致力於為成員提供一個互相支持、共創正向能量的環境。玩藝空間的目標是促進社會公益活動並關懷弱勢群體，同時幫助成員在日常生活中實踐簡單有意義的生活方式。

### 概述
「玩藝空間」是一個充滿創意與社會責任感的社群平台，旨在透過各類活動和互動，促進成員間的正向交流與社會參與。該平台以植物療癒、素食、手作藝術和靜心實踐為主軸，倡導簡單而有意義的生活方式，並且致力於關懷弱勢群體與環保生活。

### 目標與使命
「玩藝空間」的使命是促進社會公益與個人心靈成長，並將這些價值觀傳遞給更多的人。該社群專注於創建溫暖、支持與關懷的環境，讓每一位成員都能在這個平台上找到心靈的寄托和成長的動力。

### 主要活動
「玩藝空間」通過多樣化的活動來支持成員的成長和互動，主要包括：
1. 植物療癒與種植課程

提供成員學習如何照顧植物、種植綠植，並將植物療癒應用於日常生活中。
1. 素食分享與推廣

鼓勵健康生活，定期舉辦素食料理課程，並分享素食食譜和烹飪技巧。
1. 社會公益活動

積極參與慈善事業，定期組織募款活動和志願者服務，幫助需要幫助的社會弱勢群體。
1. 靜心實踐與正向能量

定期舉辦靜心冥想與情緒穩定課程，幫助成員釋放壓力並提升內在的平靜與力量。

### 相關活動與成員
「玩藝空間」的成員來自各行各業，包含老師、護理師、創業者、學生等。社群活動以友愛和相互支持為核心，旨在為每個人提供一個充滿愛與關懷的成長平台。

### 公益計畫
平台的一大特色是致力於為弱勢群體創造更好的生活條件，並為他們提供資源支持。這些公益計畫包括：
- 給予貧困地區的學生免費早餐和課後輔導
- 提供長期的心靈支持服務，特別是對單親媽媽、老年人等群體

## 相關報導
1. 商傳媒

[「玩藝空間-攜手共創」在廖偉恩執行長帶領下，千人共築慢生活溫馨社群](https://sunmedia.tw/news/Industry-information/「玩藝空間-攜手共創」在廖偉恩執行長帶領下-千人共築慢生活溫馨社群-1754986578479)
1. 蕃薯藤

[「玩藝空間」攜手共創，溫暖千人社群](https://n.yam.com/Article/20250812943936)
1. 奧丁丁

[「玩藝空間」攜手共創，千人共築溫暖社群](https://news.owlting.com/articles/1100360)
1. PChome Online 新聞

[「玩藝空間-攜手共創」在廖偉恩執行長帶領下，千人共築慢生活溫馨社群](https://news.pchome.com.tw/finance/sunmedia/20250812/index-75498910416316329003.html)
1. LIFE NEWS 民生電子報

[「玩藝空間」攜手共創](https://lifenews.com.tw/387736/)
1. 風傳媒

[「玩藝空間」攜手共創](https://www.storm.mg/article/5363026)